# Etnicitet
Etnicitet er den del af menneskers identitet, der gør dem til medlemmer af et kulturelt fællesskab i form af en etnisk gruppe, der forstår sig selv eller forstås af andre som en gruppe pga. kulturarv som sprog, madvaner, klædedragt og andre kulturtraditioner, eller biologisk afstamning Etniske grupper ser ofte deres etniske tilhørsforhold som en slags slægtskab, og kan have en forestilling om et fælles ophav som kan være både mytologisk og historisk. Etnicitet kan også være knyttet til karakteristika som hudfarve, ansigtstræk eller kropsmodifikationer som piercinger eller tatoveringer, der forstås som et fysisk udtryk for et historisk slægtskab. Etnicitet kan også være en politisk identitet, hvor gruppens medlemmer søger at varetage deres fælles interesser overfor andre etniske grupper. Fælles for etnicitet som aspekt af identitet er, at etnicitet er et subjektivt oplevet fænomen (en følelse af at høre til en gruppe), som opstår i samvær med andre mennesker, som man ser sig som henholdsvis anderledes end eller samhørig med. Etniske identiteter opstår altså i mødet mellem grupper som afgrænser sig fra hinanden ved at skærpe de træk, som de selv anser for at være bærende for deres egen etnicitet. Etniske forskelle har gennem historien ofte været relateret til konflikter og krige. Etniske forskelle kan også opstå som en konsekvens af konflikterne.
Ordet er afledt af græsk ethnikos 'vedrørende folk', afledt af ethnos 'folk'.

## Forskellige antropologiske opfattelser
- Antropologer har gennem tiden forstået etnicitet på forskellige måder: Primordialistiske forståelser af begrebet anser etnicitet som et universelt og uforanderligt historisk faktum: Alle mennesker fødes ind i et eksisterende etnisk fællesskab, som ikke kan ændres, og hvor tilhørsforhold i princippet ikke kan forhandles.

- Derimod ser instrumentalismen etnicitet som et aspekt af identitet, der kan tillægges særlig betydning, hvor det er særligt relevant, eller ignoreres, hvor det ikke er.

- En essentialistisk forståelse ser identitet som et iboende, medfødt træk, der for eksempel videregives igennem blodet eller generne.

- Heroverfor står en konstruktivistisk forståelse, der ser identitet som noget, der kun opstår i relationen mellem mennesker, så man ikke har en etnicitet, før man konfronteres med den måde, andre opfatter ens kulturelle identitet på.

Politisk nationalisme bygger typisk på primordialistiske eller essentialistiske etnicitetsforståelser, der anser etnicitet som et naturgivet fællesskab, der derfor også er den naturlige politiske enhed.

## Egenforståelse eller påtvunget stempel
Etnicitet er en persons subjektive opfattelse af sin egen kulturelle identitet, men denne identitet skabes i møde og samvær med andre, hvorfor det ikke står enhver frit for at vælge sine etniske tilhørsforhold.
 Hvis man lever i en kultur hvor andre hele tiden fortæller en at ens etnicitet er vigtig, så lærer man at de andre ser etnicitet som en vigtig forskel, og bygger sin etniske identitet op ud fra den forestilling. Hvis man samtidig fysisk ligner majoriteten og taler dansk uden accent, er ens identitet ikke synlig. I de tilfælde kan man selv vælge om man vil tale om sin etnicitet. Men hvis man er synlig minoritet, vil man ofte blive spurgt om sin etnicitet.

 — Iben Jensen. 2013.  Grundbog i kulturforståelse. Samfundslitteratur. s. 58

### Indbyggede fordomme i etnografiske beskrivelser
Sådanne klassificerende træk behøver ikke at være udskillende eller rigtige. Der kan være tale om udviklede fordomme (om sig selv eller andre). De problemer, der knytter sig hertil, gør sig gældende i etnografiske beskrivelser af "fremmede" folkeslag, idet beskriveren fortolker det iagttagne eller oplevede i lyset af sine egne fordomme. Det gør sig blandt andet gældende i de "klassiske" grækeres og romeres fremstillinger af mellem- og nordeuropæiske folkeslag, hvis livsform, udseende og opførsel tolkedes i lyset af forfatternes egne fordomme, herunder elementer af xenofobi. Et dobbelt fordomsfilter lægges ind, når en senere tids etnografer bruger antikke græske og romerske kilder til at danne sig indtryk af keltere og germaner.

### Ydre og indre egenskaber
Oplevelsen af, at nogen (en selv og andre) er af samme etniske slags, kan bygge på et eller flere aspekter:
1. Etnisk racialiserede kropstegn (f.eks. hudfarve, hårfarve, ansigtstræk etc.),
2. sprog/modersmål (urdu, grønlandsk, swahili, fransk etc.),
3. historie og skæbnefællesskab (f.eks. fælles erfaringer om undertrykkelse, migration, diaspora m.m.),
4. samfundsmæssig position (f.eks. minoritets- eller majoritetsstatus),
5. religion,
6. kultur og vaner,
7. værdier,
8. rettigheder (f.eks. statsborgerskab, stemmeret, ret til sociale ydelser, ret til uddannelse og modersmålsundervisning).

Medvirkende til samlingen og udskillelsen er en lang række personale aspekter som de tegn, der sættes ved brug af relationer (vennekreds, omgangskreds), væremåde (opførsel), interesser, værdier og holdninger (f.eks. syn på børneopdragelse, køn, arbejde, religion eller skolegang).
Markeringen af etnisk tilhørsforhold kan ske gennem materielle ting som f.eks. tøj og tilbehør. Eksempelvis kan burka, sari, kalot og kors opfattes som symboler og bruges til bevidst at markere forskelle i etnisk tilhørsforhold.[kilde mangler]

### Stereotyper
Etniciteten hviler således på et indslag af fordomme, stereotype opfattelser dels af sig selv (autostereotyper), dels af andre hvorfra de adskiller sig (heterostereotyper). Etnicitet som social kategori udtrykker oplevelsen af forskelle mellem grupper af mennesker og oplevelsen af identitet og tilhør baseret på disse forskelle. I kraft af sådanne selv- og modbilleder kan en etnisk (eller social) gruppe udvikle en "vi-bevidsthed" og derved være i stand til at trække skillelinjer i forhold til andre. Sådanne modsætninger vil ofte have slagside, idet egen-gruppens fælleshedsskabende egenskaber som regel danner grundlag for opfattelsen af andres ikke-fællesskabstilhørende egenskaber og da således, at egne egenskaber vurderes positivt, andres egenskaber (eller mangel på de "egne egenskaber") anses for mindre gode(etnocentrisme).
En af de tidligste undersøgelser af etniske stereotyper fandt sted i USA i 1930'erne, hvor 100 studerende fra Princeton University blev præsenteret for en liste af etniske grupper (amerikanere, jøder, negre, tyrker, tyskere, kinesere, irlændere, englændere, italienere og japanere). De blev bedt om ud fra en liste over forskellige træk at tilføje de mest karakteristiske for hver gruppe. Typiske besvarelser var, at amerikanere var flittige, intelligente, materialistiske, ambitiøse og progressive, japanere som intelligente, flittige, progressive, snu og udspekulerede, jøder som snu, pengebegærlige, flittige, griske og intelligente og negre som overtroiske, dovne, sorgløse, uvidende og musikalske.

## National mindretalsbeskyttelse
Som følge af vandringer og andre historiske begivenheder lever mange etniske grupper spredt over flere geografiske områder og suveræne stater. Det nuværende internationale samfund, der i begyndelsen af 2000-tallet omfatter lidt over 191 selvstændige stater, rummer derfor også talrige sproglige, etniske, religiøse og nationale mindretal. Alene i Europa anslås det, at der er 87 forskellige nationale grupper, hvoraf 33 danner flertalsbefolkningen i mindst én suveræn stat, mens de øvrige 54 udgør etniske mindretal. Det samlede antal europæere, der tilhører et nationalt mindretal, er anslået til 105 millioner, eller knap 14 % af 770 millioner europæere.
Mindretallene kan være sårbare overfor diskrimination fra flertallets side. At beskytte mindretal mod overgreb og aktivt virke for, at de kan bevare og udvikle deres egen identitet, er derfor gennem tiderne blevet opfattet som en vigtig del af det internationale arbejde for menneskerettighederne.
Etnicitet er både historisk og i nutiden blevet anvendt som politisk middel for regeringer og andre aktører til at opnå politiske gevinster. Det ses bl.a. i forskellige konflikter i Afrika. Ligeledes opfattes situationen med nutidige spændinger for de forskellige russiske mindretal i en række tidligere sovjetrepublikker (således Estland, Letland, Litauen, Moldavien og Georgien) i dag som et tema, som Rusland vil kunne anvende til at fremme sine egne interesser.